# Aldersopsparing
En livsbetinget livsforsikring (aldersopsparing) er i pensionsøjemed en opsparingsform, der udbetales som en sum på det aftalte udbetalingstidspunkt. Man kan oprette en aldersopsparing i pengeinstitutter og pensionsselskaber. Udbetaling fra en aldersopsparing er skattefri men bliver modregnet i efterlønnen.  

## Aldersopsparing i Danmark
Det er i 2022 tilladt at indbetale maksimalt 5.500 kroner, hvis man har mere end fem år til folkepensionsalderen, og maksimalt 54.200 kroner hvis man har mindre end før år til eller har nået folkepensionsalderen. Den oprettes ofte med en garanti tilknyttet opsparingen, således den opsparede værdi udbetales til de efterladte, hvis opspareren dør før den udbetales. Man kan indbetale til en aldersopsparing op til 20 år efter pensionsudbetalingsalderen, ligesom den senest skal udbetales 20 år efter pensionsudbetalingsalderen. En aldersopsparing kan omdannes til en ratepensioneller en livrente.

### Dispositioner
Såfremt man ønsker den udbetalt før pensionsudbetalingsalderen, skal man betale 20% i afgift til staten. Man skal dog ikke betale afgift, hvis man:
- Er tilkendt førtidspension.
- Har ret til en børnepension.
- Er blevet invalid og har ret til udbetaling fra en forsikring mod invaliditet.
- Har en livstruende sygdom.

### Fradrag
En aldersopsparing er ikke fradragsberettiget, hvorfor den ved udbetaling også er skattefri.

### Kapitalpension
Aldersopsparingen er kendt som kapitalpensionens afløser, da den i 2012 blev indført omtrent samtidig med, at man ikke længere kunne få fradrag for indbetaling til en kapitalpension. Opsparere blev i samme forbindelse tilbudt muligheden for at omlægge deres eksisterende kapitalpensioner til en aldersopsparing mod en "skatterabat" på 37,3% mod de sædvanlige 40% i afgift ved udbetaling.

### Diskvalificerende udbetalinger
Har man inden tidligere fået udbetaling fra en løbende pension (ratepension, livrente, ophørende livrente) er man således "diskvalificeret" fra at indbetale det store beløb til aldersopsparingen, som man kan fra fem år før folkepensionsalderen. Udbetalinger fra forsikring mod invaliditet eller tabt arbejdsevne er dog ikke diskvalificerende. 
Hvis man indbetaler det store beløb alligevel, skal man betale 20% i afgift til staten, og alternativt kan man vælge at overføre det overskydende beløb til en ratepension eller livrente mod kun 4% i afgift.